# Gilda degli Insegnanti
Die Gilda degli Insegnanti (zu deutsch: Gilde der Lehrer) ist eine italienische Gewerkschaft der Lehrer. Sie wurde am 6. März 1988 als erste reine Lehrergewerkschaft gegründet und trat 1989 dem Gewerkschaftsbund Gilda-UNAMS und der C.G.U. bei. Ihr Sitz ist in Rom und der momentan amtierende Generalsekretär ist Rino Di Meglio.
Die Gilda entstand 1988 während der Vertragsverhandlungen im Schulwesen, als Basiskomitee der Lehrer, in Anlehnung an die Cobas. Wichtigster Verhandlungspunkt war derzeit die Einführung separater Vertragsbedingungen für die Lehrer und für das Aushilfspersonal (ATA), womit die Gilda im Gegensatz zu den großen italienischen Gewerkschaften stand, wie CGIL, CISL und UIL, die keine Unterscheidungen im Bereich Schulwesen einführen wollten.
Der Name der Gewerkschaft (Gilde) ist an die mittelalterlichen Zusammenschlüsse angelehnt, welche die Qualität ihrer Profession gegen die feudalen Einflüsse beschützten. Damit will die Gewerkschaft ihren Kampf für eine Aufwertung und den Schutz des Lehramtes veranschaulichen.
Seit 1990 betreibt die Gewerkschaft das Centro Studi della Gilda degli Insegnanti (zu deutsch: Lehrzentrum der Gilde der Lehrer) und publiziert die Monatszeitung Professione Docente.